# Международно публично право
Международното публично право (МПП) е отрасъл на правото, който урежда отношенията между държавите и останалите субекти на международното право.